# Az út vége a paranormális parkban
Az út vége a paranormális parkban (eredeti cím: Dead End: Paranormal Park) 2022-es amerikai–brit 2D-s számítógépes animációs fantasy vígjátéksorozat, amelyet Hamish Steele alkotott, saját DeadEndia című regénye alapján.
Az első évadot Amerikában és Magyarországon 2022. június 16-án mutatta be a Netflix. A második évad 2022. október 13-án jelent meg a Netflixen.
2023. január 13-án két évad után törölték a sorozatot.

## Ismertető
Barney és Norma a helyi vidámpark, a Phoenix Parks legújabb alkalmazottai, egy Dollywood-szerű park, amelyet a híresség, Pauline Phoenix hozott létre. Barney gyerekkori kutyájával, Pugsley-val és Courtney-val, egy ezeréves démonnal együtt felfedezik a paranormális világot, és új dolgokat tanulnak önmagukról is.

## Szereplők
| Szereplők        | Eredeti hang           | Magyar hang      | Leírás |
| ---------------- | ---------------------- | ---------------- | --- |
| Barney Guttman   | Zach Barack            | Baráth István    | 17 éves meleg és transznemű zsidó-amerikai fiú, aki a családjával való bonyolult kapcsolata miatt a vidámparkba menekül.    |
| Norma Khan       | Kody Kavitha           | Lamboni Anna     | 17 éves autista pakisztáni-amerikai lány, aki a parkban kap munkát, mert imádja a Pauline Phoenix által készített filmeket. |
| Pugsley          | Alex Brightman         | Szokol Péter     | Barney mopsza Mivel egy Temeluchus nevű démonkirály megszállta, beszélni tud és mágikus képességekkel rendelkezik.          |
| Temeluchus       | Alex Brightman         | Bognár Tamás     | Démonkirály, aki megszállta Barney mopszát                                                                                  |
| Courtney         | Emily Osment           | Györfi Anna      | Ezer éves démon. Száműzték otthonából, és reméli, hogy megtalálja a módját, hogy visszatérhessen.                           |
| Pauline Phoenix  | Clinton Leupp          | Mesterházy Gyula | Híres színésznő, aki a Phoenix Parkok egykori tulajdonosa.                                                                  |
| Logan Nguyen     | Kenny Tran             |                  | A park egészségügyi és biztonsági felelőse. Ő egy meleg vietnami-amerikai, aki érzéseket táplál Barney iránt.               |
| Badyah Hassan    | Kathreen Khavari       | Szabó Zselyke    | Norma barátságos és szardónikus legjobb barátja. Iráni-amerikai és muszlim.                                                 |
| Zagan            | Michaela Jaé Rodriguez | Ágoston Katalin  | Vámpír démon, Temeluchus testvére és démonkirály társa.                                                                     |
| Barborah Winslow | Karen Maruyama         | Csere Ágnes      | A Phoenix Parks jelenlegi tulajdonosa.                                                                                      |
| Josh             | Patrick Stump          | Markovics Tamás  | Biztonsági őr a parkban. |
| Patrick Guttman  | Tucker Chandler        | Kerekes Máté     | Barney öccse. |
| Roxanne Guttman  | Kaitlyn Robrock        | Hámori Eszter    | Barney anyja. |
| Swati Khan       | Natasha Chandel        | Kiss Erika       | Norma anyja. |
| Chester Phoenix  | Bill Farmer            | Kapácsy Miklós   | Pauline Phoenix egyik volt férje.                                                                                           |
| Jules            | Z Infante              | Bodrogi Attila   | Nembináris szellem. |
| Henrietta        | Kemah Bob              | Makay Andrea     | Gömbszellem. |
| Fingers          | Jamie Demetriou        | Czvetkó Sándor   | Egy óriási karra emlékeztető kígyószerű angyal, akit a negyedik síkról küldtek, hogy vigyázzon Pugsleyra.                   |
| Danny            | Haley Joel Osment      | Baradlay Viktor  | Egy bukott angyal munkás.                                                                                                   |
| Pael             | Piotr Michael          | Szűcs Sándor     | A negyedik sík főangyala.                                                                                                   |

### Magyar változat
- Magyar szöveg: Dame Nikolett
- Hangmérnök és vágó: Patkovics Péter
- Gyártásvezető: Farkas Márta
- Szinkronrendező: Joó Gábor
- Produkciós vezető: Fekete Márk

A szinkront a Direct Dub Studios készítette.

## Évados áttekintés
| Évad | Évad | Epizódok | Eredeti sugárzás  | Eredeti sugárzás  | Magyar sugárzás   | Magyar sugárzás   |
| Évad | Évad | Epizódok | Évadpremier       | Évadfinálé        | Évadpremier       | Évadfinálé        |
| ---- | ---- | -------- | ----------------- | ----------------- | ----------------- | ----------------- |
|      | 1    | 10       | 2022. június 16.  | 2022. június 16.  | 2022. június 16.  | 2022. június 16.  |
|      | 2    | 10       | 2022. október 13. | 2022. október 13. | 2022. október 13. | 2022. október 13. |

## Epizódok

### 1. évad (2022)
| Sor. | Év. | Cím                                                                        | Rendező      | Író                               | Premier          |
| ---- | --- | -------------------------------------------------------------------------- | ------------ | --------------------------------- | ---------------- |
| 1.   | 1.  | A meló (The Job)                                                           | Liz Whitaker | Nicole Paglia és Hamish Steele    | 2022. június 16. |
| 2.   | 2.  | Az alagút (The Tunnel)                                                     | Liz Whitaker | Nicole Paglia és Elijah W. Harris | 2022. június 16. |
| 3.   | 3.  | Bízz bennem! (Trust Me)                                                    | Liz Whitaker | Furquan Akhtar                    | 2022. június 16. |
| 4.   | 4.  | Az élő gyerekek éjszakája (Night of the Living Kids)                       | Liz Whitaker | Jen Bardekoff                     | 2022. június 16. |
| 5.   | 5.  | Rémálom a júliusi karácsony előtt (The Nightmare Before Christmas in July) | Liz Whitaker | Mia Resella                       | 2022. június 16. |
| 6.   | 6.  | Várakozási idő: 22 perc (Wait Time: 22 Minutes)                            | Liz Whitaker | Brydie Lee-Kennedy                | 2022. június 16. |
| 7.   | 7.  | Norma Khan: Paranormális nyomozó (Norma Khan: Paranormal Detective)        | Liz Whitaker | Nicole Paglia                     | 2022. június 16. |
| 8.   | 8.  | A Pauline Phoenix-élmény (The Pauline Phoenix Experience)                  | Liz Whitaker | Brydie Lee-Kennedy                | 2022. június 16. |
| 9.   | 9.  | Az élménypark fantomja (The Phantom of the Theme Park)                     | Liz Whitaker | Hamish Steele és Jen Bardekoff    | 2022. június 16. |
| 10.  | 10. | Egyenesen a tűzbe (Into the Fire)                                          | Liz Whitaker | Nicole Paglia                     | 2022. június 16. |

### 2. évad (2022)
| Sor. | Év. | Cím                                                         | Rendező      | Író                                   | Premier           |
| ---- | --- | ----------------------------------------------------------- | ------------ | ------------------------------------- | ----------------- |
| 11.  | 1.  | Angyalteke (Take the Angels Bowling)                        | Liz Whitaker | Nicole Paglia                         | 2022. október 13. |
| 12.  | 2.  | A gonosz iker is csak egy ember (Evil Twins Are People Too) | Liz Whitaker | Jen Bardekoff                         | 2022. október 13. |
| 13.  | 3.  | Barney megpróbáltatásai (The Trials of Barney)              | Liz Whitaker | Elijah W. Harris                      | 2022. október 13. |
| 14.  | 4.  | Ennivaló szülők (Eat the Parents)                           | Liz Whitaker | Furquan Akhtar                        | 2022. október 13. |
| 15.  | 5.  | Pillangóhatás (The Ride of a Lifetime)                      | Liz Whitaker | Brydie Lee-Kennedy                    | 2022. október 13. |
| 16.  | 6.  | Édes 1600 éves (My Super Sweet 1600)                        | Liz Whitaker | Mia Resella                           | 2022. október 13. |
| 17.  | 7.  | Babák (All Dolled Up)                                       | Liz Whitaker | Jen Bardekoff                         | 2022. október 13. |
| 18.  | 8.  | A túlsó oldal (The Other Side)                              | Liz Whitaker | Mia Resella                           | 2022. október 13. |
| 19.  | 9.  | Felfelé (Going Up)                                          | Liz Whitaker | Nicole Paglia és Divya Sachdeva-Malde | 2022. október 13. |
| 20.  | 10. | Az őr próbatétele (The Watcher's Test)                      | Liz Whitaker | Hamish Steele                         | 2022. október 13. |

## A sorozat készítése
2020. augusztus 17-én Steele kifejtette, hogyan változott a sorozat a 2014-es Cartoon Hangover eredeti változatához és az azt követő grafikus regényekhez képes és kijelentette, hogy hálás a showrunnerekért, akik harcoltak az LMBTQ karakterekért a sorozataikban, hozzátéve, hogy "egyáltalán nem volt semmilyen visszalépés a Netflix részéről a reprezentációval kapcsolatban", miközben Barney-t transz férfi karakterként jellemezte. Azt is remélte, hogy a sorozat segíteni fog abban, hogy "több transz alkotó kapjon esélyt arra, hogy elmondhassa a történeteit", miközben utalt arra, hogy Barney-n kívül más LMBTQ karakterek is szerepelnek majd a sorozatban. Egy másik interjúban hálás volt a Netflix vezetőinek, amiért hagyták, hogy sokszínűség legyen a sorozatban, miközben nyomást gyakoroltak rá, és arra ösztönözték, hogy "azt a történetet mesélje el, amit el akarok mondani."
2021 augusztusában Steele megjegyezte, hogy a sorozatban fontos a transz reprezentáció, remélte, hogy állást foglal a transzfóbia ellen az Egyesült Királyságban, és megjegyezte, hogy "több transz szereplő és stábtag is van".